# Бугандська угода (1900)
Бугандська угода — підписана в березні 1900 року, ця угода стала основою британських відносин з Бугандою. Відповідно до угоди, Кабака (король) визнавався правителем Буганди, за умови його вірності Її Величності, а Лукіко (рада вождів) отримала статутне визнання. Ця угода була підписана після іншої угоди 1894 року, за якою Королівство Буганда, тоді відоме як Уганда, було оголошено британським протекторатом. Вона також відома як Бугандська хартія прав і дотримувалася понад 50 років.